# Christian Escuredo
Christian Escuredo Núñez (El Barco de Valdeorras, Orense, 29 de enero) es un actor y cantante español.

## Biografía
Diplomado en Educación musical (Universidad de Valladolid), licenciado en Interpretación textual (Escuela Superior de Arte dramático de Galicia) y posgraduado en Pedagogía teatral (Universidad de Vigo). Continúa su formación con Juan Carlos Corazza, Eric Morris, Dora Baret y Matías Gandolfo, Bob McAndrew, W. Stanievski, Lorena García, Carmen Portacelli, Andrés Lima... y creación escénica con Marta Pazos, Pablo Messiez, Marta Carrasco, Marco Layera o Jorge H. Marín. Realiza cursos de danza para actores con Arnold Taraborelli, jazz con Coco Comin, Carlos Alves y Luis Santamaría, claqué con Evangelina Estévez y danza contemporánea con Noelia Rua, Armando Martén y Guillermo Weickert. Formado en canto con el Estill Voice Training System impartido por Helen Rowson, Paul Furrington, Mamen Márquez y Jose Masegosa.

## Trayectoria

### Cantante
Se hizo popular gracias a su participación como cantante en diferentes programas de la Televisión de Galicia. A partir de ahí, saca a la luz dos trabajos discográficos: 
- Cautivo (2009), con Quela Records.
- Inesperadamente (2004), con Zouma Records (galardonado como disco de oro gallego).

### Actor
Fue actor en numerosas producciones de teatro como "Afterglow" (Madrid y Ciudad de México), “Romeo y Julieta”, “As Dunas” (Centro Dramático Galego)… y en los musicales "El Novio de España" (Mejor Interpretación de Reparto en los Premios Estruch 2024), "Ghost" (Ciudad de México), "33, el Musical", "Priscilla, Reina del desierto" (Actor Revelación en los PTM 8 y Mejor Actor Principal por los Premios Broadway World Spain 2015), “Sonrisas y lágrimas”, “Erase una vez”, “Glass City” o "Recortes, Caneos e outras formas de Driblar" (CDG), además de otras producciones de danza, como “Kiss” y “Artes no camiño”.
Su filmografía comprende los siguientes trabajos:

#### Películas
- @Amor' (2024). Dirigida por Annabelle Mullen
- El silencio de los objetos (2015). Dirigida por Iván Rojas.
- Assalto ao Santa María (2008). Dirigida por Francisco Manso.

#### Series de televisión
- A Protegida' (2025). TVI.
- El jardinero' (2024). Netflix.
- Saudade de ti' (2023). TVG.
- Faro' (2022). TVG.
- Cuba Llibre' (2022). RTP.
- Chegar a casa' (2021). RTP.
- Pazo de Familia (2018). TVG.
- Vivir sin permiso (2017). Telecinco/Netflix.
- Fariña (2017). Antena 3/Netflix.
- A pesar de todo, quérote (2011). Dirigida por Jorge Algora para Televisión de Galicia.
- Eduardo Barreiros (2010). Dirigida por Simón Casal de Miguel para Televisión de Galicia.
- Reliquias (2009). Dirigida por Antón López para Televisión de Galicia.
- Libro de familia (2010). TVG.

## Premios
- Mejor Interpretación de reparto en los Premios Estruch 2024, por su interpretación como Luis Mariano en El Novio de España.
- Actor Revelación en los VIII Premios del Teatro Musical, por su papel de Adam/Felicia, en Priscilla, Reina del Desierto.
- Mejor Actor Principal en los Broadway World Spain 2015 Awards, por su papel de Adam/Felicia, en Priscilla, Reina del Desierto.